# NanoSail-D

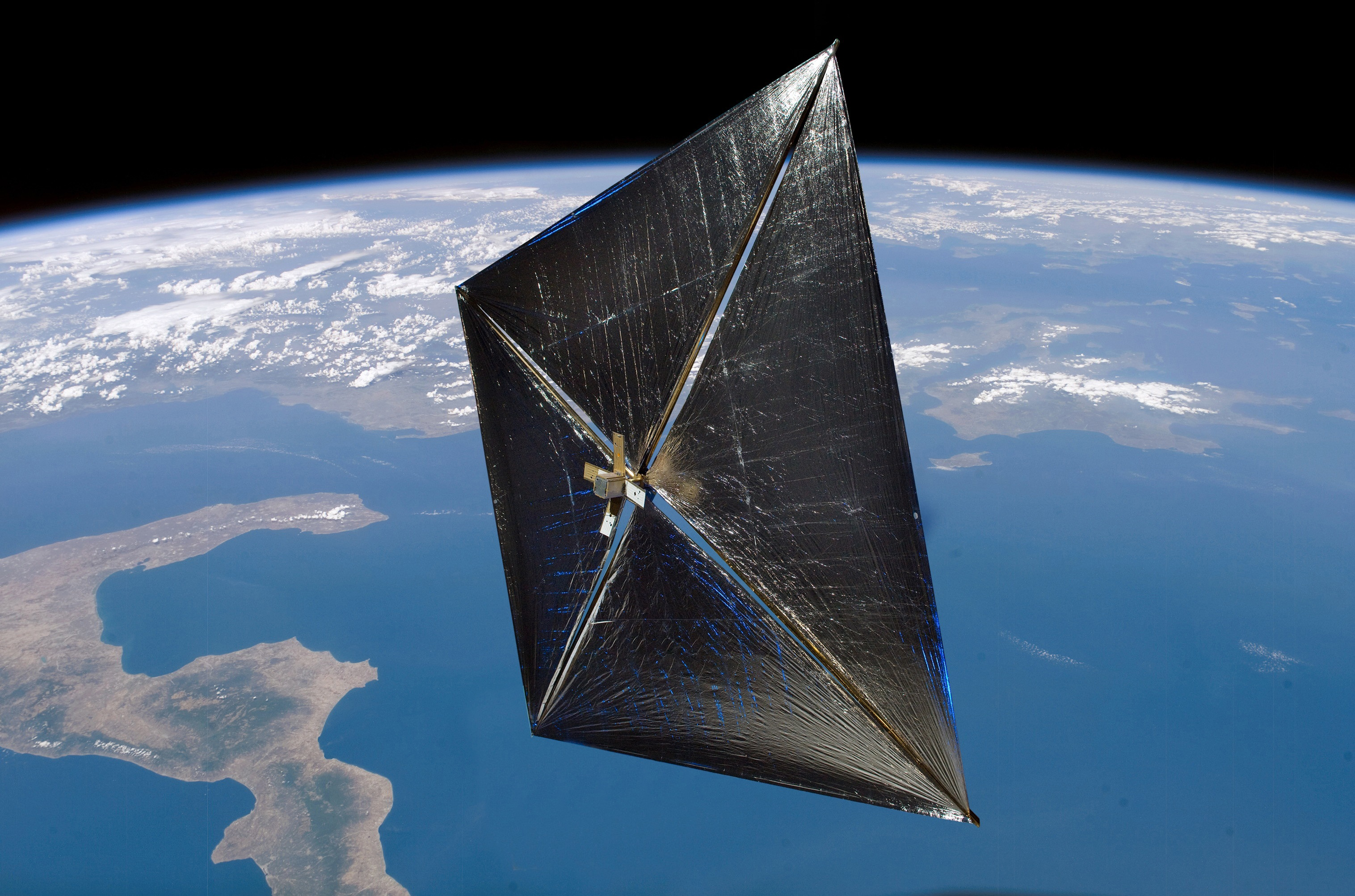
Reproducción artística de la NanoSail-D

La NanoSail-D es una pequeña vela solar diseñada por la NASA. Se desarrolló como una prueba de concepto, por lo que su única misión era lograr el despliegue exitoso de la vela en el espacio.
Fue lanzada por primera vez en 2008, a bordo de un cohete Falcon 1, pero un fallo del cohete durante el lanzamiento impidió al satélite alcanzar la órbita. El 20 de noviembre de 2010 se lanzó una réplica, construida originalmente como repuesto de la primera, denominada NanoSail-D2. Este segundo satélite, con ciertas mejoras respecto al diseño original, fue lanzado desde el Kodiak Launch Complex, en Alaska, en un cohete Minotaur IV. A pesar de que se perdió el contacto con el satélite, a principios de 2011 se recuperó la señal, comprobándose que la vela se había desplegado correctamente.
La NanoSail-D2 es el quinto prototipo de vela solar que consigue un despliegue exitoso, y el primero norteamericano.
Una vez desplegada la vela, a una altura de unos 650 km, el satélite seguirá orbitando la Tierra durante varios meses hasta arder en su reentrada a la atmósfera.

## Diseño

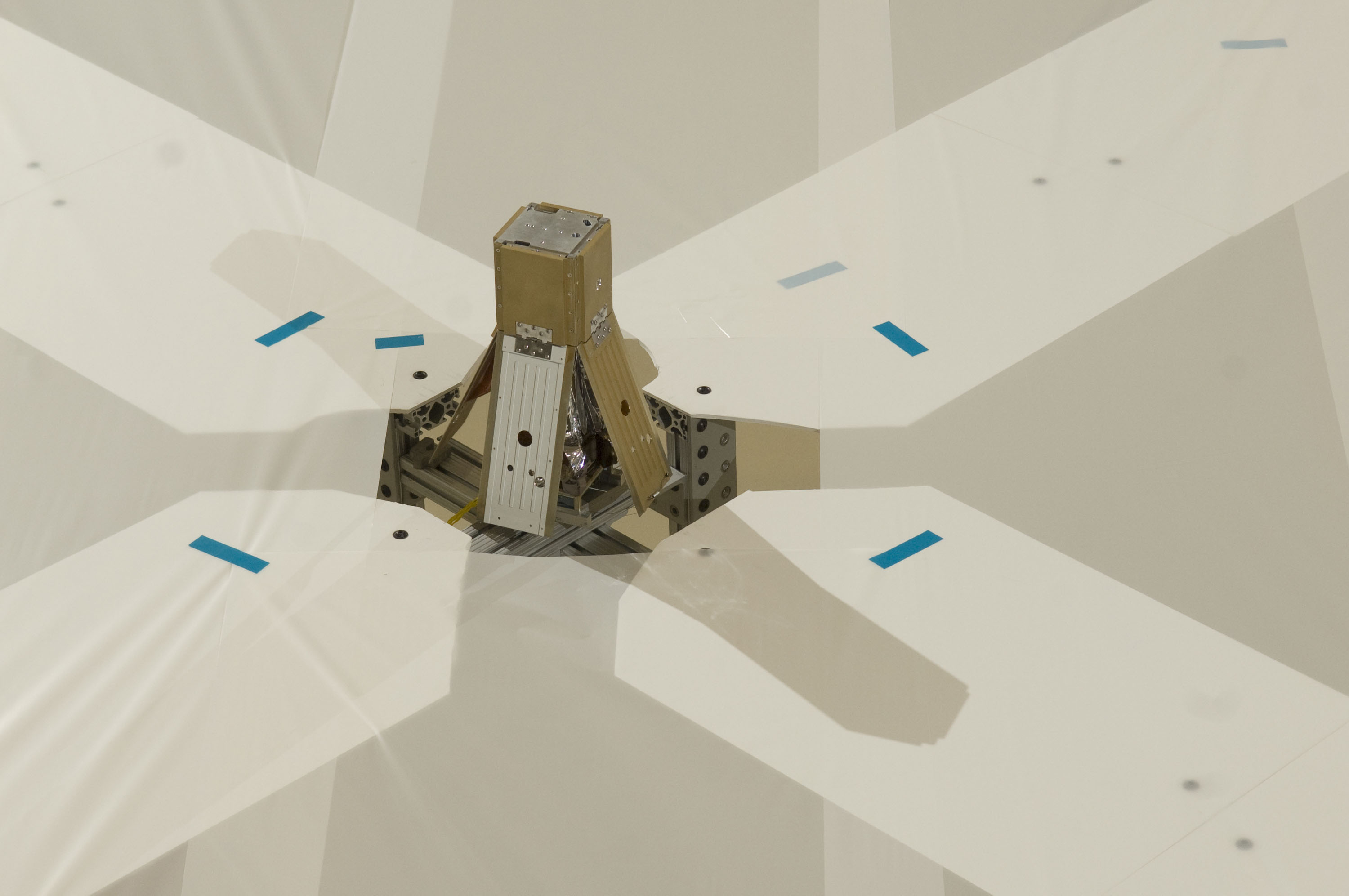
Cápsula de almacenamiento en un ensayo de despliegue.

El satélite pesa únicamente 4 kg y tiene unas dimensiones de 30x10x10 cm, aunque una vez desplegada la vela, cubre una superficie de 10 m². El despliegue de la vela, que está dividida en cuatro secciones triangulares, se realiza mediante la extensión de 4 mástiles, tarea que realizan en aproximadamente 5 segundos.
La vela está compuesta de aluminio y plástico.